# TVP Łódź
TVP Łódź ist die regionale Niederlassung der Telewizja Polska für die Woiwodschaft Łódź, die an alle Programmen der TVP regionale Beiträge liefert. Sie hat ihren Sitz in Łódź in der ul. Narutowicza 13.

## FensterprogrammTVP3 Łódź
TVP3 Łódź ist das regionale Fensterprogramm, das auf TVP3 ausgestrahlt wird. Bis zum 31. August 2013 wurden die Regionalfenster der 16 regionalen Sender auf TVP3 ausgestrahlt.
Über aktuelle Ereignisse in der Region berichtet die Hauptnachrichtensendung Łódzkie Wiadomości Dnia (dt. Lodscher Nachrichten des Tages).

Logo bis zum 31. August 2013
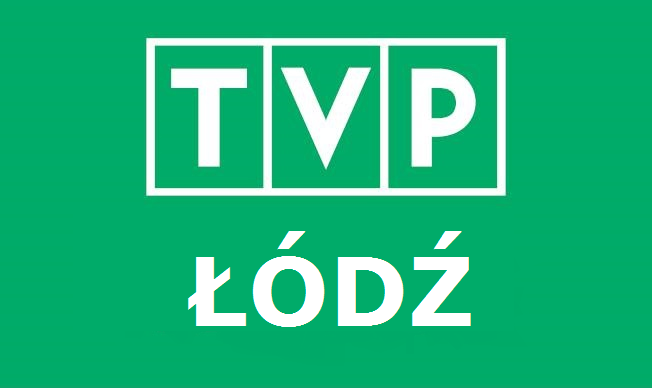
Logo bis zum 1. September 2013
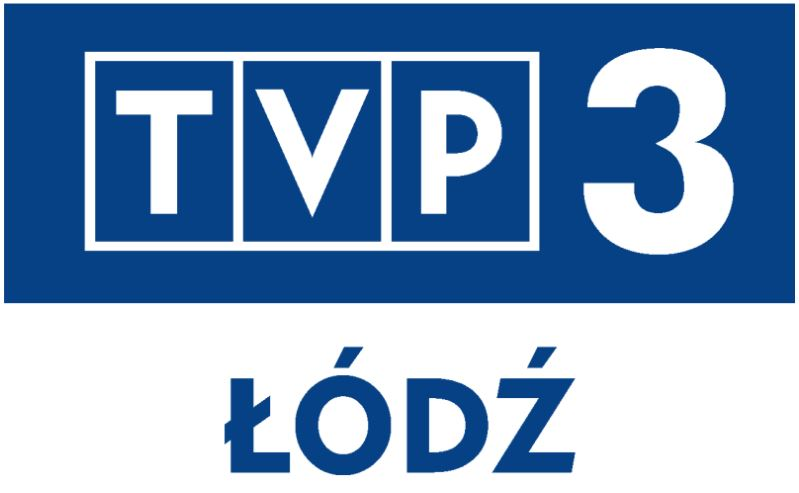
Logo seit 2016

## Weblink
- Offizielle Seite (polnisch)